# Quelli che... dopo il TG
Quelli che... dopo il TG è stato un telegiornale satirico in onda dal 5 marzo 2018 su Rai 2, realizzato dal Centro di produzione Rai di Milano. Il programma andava in onda nella fascia dell'access prime time, dalle 21:05 alle 21:20, con la conduzione di Luca e Paolo e Mia Ceran.

## Storia
Il programma si proponeva di annunciare le notizie dette precedentemente nel telegiornale delle 20:30 in modo ironico, ma anche dare altre notizie, attraverso rubriche varie, ospiti e imitazioni.
Inviato politico all'interno della trasmissione l'ex senatore Antonio Razzi.
La prima edizione va in onda dal 5 marzo al 1º giugno 2018. La seconda edizione è andata in onda dal 24 settembre al 30 novembre 2018 con la conduzione di Luca e Paolo e Mia Ceran. Al termine della seconda edizione il programma è stato cancellato.

## Edizioni
| Edizione | Puntate | Inizio            | Fine             | Telespettatori | Share |
| -------- | ------- | ----------------- | ---------------- | -------------- | ----- |
| 1ª       | 62      | 5 marzo 2018      | 1º giugno 2018   | 1.215.000      | 4,67% |
| 2ª       | 48      | 24 settembre 2018 | 30 novembre 2018 | 1.217.000      | 5,68% |